# Jeziorna (Ełk)
Jeziorna – osiedle mieszkaniowe w południowej części Ełku położone nad Jeziorem Ełckim między Barankami a Szybą.
Większość zabudowy stanowią bloki mieszkalne powstałe w czasach PRL i III RP. Wzdłuż ulicy Jana Pawła II jest zlokalizowana większość punktów handlowo-usługowych osiedla. Przy ulicy Jana Pawła II 6 znajduje się Kościół pw. św. Rafała Kalinowskiego. Wzdłuż jeziora biegnie najnowszy, południowy fragment promenady.
Osiedle powszechnie przez mieszkańców nazywane „Barankami” i utożsamiane wraz z osiedlem o tej nazwie jako jedna dzielnica.

## Ulice
- ul. św. Jana Bosko
- ul. Grajewska (droga krajowa nr 65)
- ul. Brata Jana Jakubczaka
- ul. Jana Pawła II
- ul. Jeziorna
- ul. św. Maksymiliana Marii Kolbego
- ul. Mariampolska
- ul. Matki Teresy z Kalkuty
- ul. św. Ojca Pio
- ul. Księdza Jerzego Popiełuszki
- ul. Robotnicza
- ul. Biskupa Edwarda Samsela
- ul. św. Dominika Savio
- ul. Wielkanocna
- ul. św. Wojciecha
- ul. Kardynała Stefana Wyszyńskiego